# When a Man Sees Red (film 1934)
When a Man Sees Red è un film del 1934 diretto da Alan James.

## Produzione
Il film fu prodotto dalla Buck Jones Productions for Universal Pictures.

## Distribuzione
Distribuito dall'Universal Pictures e presentato da Carl Laemmle, il film uscì nelle sale cinematografiche statunitensi il 24 novembre 1934.